# Ashleigh Cummings
Ashleigh Cummings (Gedda, 11 novembre 1992) è un'attrice australiana.

## Biografia
Nata in Arabia Saudita, dove i suoi genitori lavoravano, si trasferì in Australia con la sua famiglia quando aveva 12 anni. Fin da piccolissima si è allenata come ballerina e a 14 anni si è iscritta alla Brent Street School of Performing Arts, dove ha studiato danza e recitazione. Nel 2007 ottenne la sua prima parte nella commedia australiana Razzle Dazzle: A Journey into Dance. In seguito ha frequentato la Wenona School a Sydney, dopo la quale si è iscritta alla facoltà di filosofia.

## Carriera
Il primo ruolo di Ashleigh Cummings fu quello di una ballerina nel film Razzle Dazzle: A Journey into Dance, diretto da Darren Ashton nel 2007. In seguito interpretò Ally Sheppard in Green Fire Envy, ebbe un ruolo per film per la televisione Dream Life e una piccola parte nella serie Home and Away.
Nel 2009 si unì al cast di Il domani che verrà - The Tomorrow Series, film tratto dal romanzo La guerra che verrà dello scrittore australiano John Marsden, nella parte di Robyn Mathers. Per girare il film imparò a guidare moto da cross e a sparare con il fucile d'assalto AK-47. Grazie alla sua interpretazione Cummings ricevette una nomination come Miglior attore giovanile agli Australian Academy of Cinema and Television Arts Award del 2010.
A partire dal settembre 2010 è apparsa nell'opera teatrale Piccola città portata in scena dalla Sydney Theatre Company e l'anno successivo partecipò ad alcuni episodi delle serie televisive australiane Rescue Special Ops, Underbelly: Razor e Dance Academy.

Nel 2012 è entrata a fare parte del cast della serie televisiva Miss Fisher - Delitti e misteri, basata sui romanzi di Kerry Greenwood, dove interpreta Dorothy "Dot" Williams, domestica e assistente della protagonista Miss Phryne Fisher. 
Sempre nel 2012 è inoltre stata scritturata per la parte di Debbie Vickers nell'adattamento televisivo del romanzo Puberty Blues della scrittrice australiana Gabrielle Carey. Per prepararsi al ruolo ha dovuto prendere lezioni di surf. Le sue interpretazioni di Dot Williams e di Debbie Vickers le hanno fatto ottenere una nomination come Attrice più popolare agli australiani Logie Awards.

## Vita privata
È la nipote del doppiatore Jim Cummings.

## Filmografia

### Cinema
- Razzle Dazzle: A Journey Into Dance, regia di Darren Ashton (2007)
- Green Fire Envy, regia di Jessica Lytton (2008)
- Dream Life (film TV), regia di Scott Otto Anderson (2008)
- Il domani che verrà - The Tomorrow Series, regia di Stuart Beattie (2010)
- Galore, regia di Rhys Graham, (2013)
- Snowblind (cortometraggio), regia di Sean Kruck (2013)
- Greg's First Day (cortometraggio), regia di Scott Otto Anderson (2013)
- My Mother Her Daughter (cortometraggio), regia di Erin Good (2013)
- Il cardellino (The Goldfinch), regia di John Crowley (2019)
- Miss Fisher e la cripta delle lacrime (Miss Fisher and the crypt of tears), regia di Tony Tilse (2020)
- Il male dentro (The Beast Within), regia di Alexander J. Farrell (2024)

### Televisione
- Home and Away – serial TV, 3 puntate (2009)
- Rescue Special Ops – serie TV, 1 episodio (2011)
- Underbelly:Razor – serie TV, 1 episodio (2011)
- Dance Academy – serie TV, 1 episodio (2011)
- Puberty Blues – serie TV, 17 episodi (2012-2014)
- Miss Fisher - Delitti e misteri (Miss Fisher's Murder Mysteries) – serie TV, 34 episodi (2012-2015)
- Gallipoli - serie TV (2015)
- NOS4A2 – serie TV, 20 episodi (2019-2020)
- Citadel – serie TV (2023-in corso)

## Riconoscimenti
- Nomination agli AACTA Award come Miglior attore giovanile per Il domani che verrà - The Tomorrow Series nel 2010
- Nomination agli Logie Award come Attrice più popolare per Puberty Blues e Miss Fisher – Delitti e misteri nel 2013
- Nomination agli AACTA Award come Miglior attrice in una serie drammatica per Puberty Blues nel 2013

## Doppiatrici italiane
Nelle versioni in italiano delle opere in cui ha recitato, Ashleigh Cummings è stata doppiata da:
- Valentina Favazza ne Il domani che verrà - The Tomorrow Series, NOS4A2
- Francesca Manicone in Miss Fisher - Delitti e misteri
- Martina Felli in Citadel